# Anders Wedberg
Anders Erik Otto Wedberg, född 30 mars 1913 i Oscars församling, Stockholm, död 20 februari 1978 i Danderyd, var en svensk filosof. Han var son till Eva Wedberg (född Dahlgren) och Birger Wedberg. Gift med Bergljot Wedberg (född Dedekam-Simonsen i Oslo Norge, 1927-2018) och far till Nina Wedberg Thulin och Tom Wedberg.

## Biografi
Wedberg var Stockholms universitets förste professor i teoretisk filosofi. Han kallades 1949 till en nyinrättad professur i ämnet vid dåvarande Stockholms högskola, och kvarstod på denna post till sin pensionering 1975 vid vad som då hade blivit Stockholms universitet. När han tillträdde professuren hade han under lång tid varit docent vid Stockholms högskola. Det var en utnämning som han fått redan 1937, då han disputerade vid högskolan efter att tidigare ha studerat i Uppsala för bland andra Axel Hägerström. Han tog till en början intryck av Uppsalafilosofin, vilket kommer till uttryck i doktorsavhandlingen Den logiska strukturen hos Boströms filosofi, men kom senare under inflytande av bland annat Cambridgefilosofin och den logiska positivismen. Under åren 1939–1943 vistades han i USA där han studerade vid Princeton och Harvard och undervisade vid Cornell University.
Anders Wedbergs fackfilosofiskt mest betydande arbete är hans bok Plato's Philosophy of Mathematics, som kom ut 1955 och omtrycktes 1977. Hans allmänt mest inflytelserika verk är dock hans filosofihistoria i tre band, Filosofins historia, som gavs ut av Bonniers under åren 1958–1966. Det översattes även till engelska och gavs ut av Oxford University Press 1982–1984. Verket har utgivits på nytt av Bokförlaget Thales. Wedbergs filosofihistoria introducerade ett åtminstone i Sverige nytt sätt att skriva filosofins historia med tonvikt på försök att tolka och analysera tidigare tänkares filosofiska idéer med hjälp av dagens filosofi och dess metodarsenal.  Både genom sina skrifter och genom sitt sätt att undervisa bidrog Wedberg i hög grad till en omorientering av svensk filosofi i mer systematisk och analytisk riktning.
Professor Ingemar Hedenius skrev i minnesord efter Wedberg bland annat följande. "Anders Wedbergs bortgång var den största förlust som just nu kunde drabba filosofin i Sverige och även i Norden. Han hade en rad egenskaper, som var för sig inte är så sällsynta, men som det är ytterst ovanligt att se förenade hos en och samma filosof. Stark självkritik och skapande fantasi, skarpsinne och förmåga att överblicka stora områden av filosofin, lärdom och utpräglat detaljsinne, språklig klarhet och litterär finess, både naturvetenskaplig och humanistisk bildning, skepsis och intellektuell lidelse – dessa egenskaper hade han, och det gjorde honom till en mycket betydande filosofisk vetenskapsman."
Makarna Wedberg är begravda på Lidingö kyrkogård.

## Priser och utmärkelser
- 1963 – Letterstedtska priset för översättningen av Ludwig Wittgensteins Tractatus logico-philosophicus
- 1974 – Ledamot av Kungliga Vetenskapsakademien